# Crotaphytus grismeri
Crotaphytus grismeri är en ödleart som beskrevs av  Mcguire 1994. Crotaphytus grismeri ingår i släktet Crotaphytus och familjen Crotaphytidae. IUCN kategoriserar arten globalt som livskraftig. Inga underarter finns listade i Catalogue of Life.